# Rosgorgia
Rosgorgia is een geslacht van neteldieren uit de klasse van de Anthozoa (bloemdieren).

## Soort
- Rosgorgia inexspectata Lopez Gonzalez & Gili, 2001